# Шафран сетчатый
Шафра́н се́тчатый, или Кро́кус полоса́тый, или Крокус сетчатый, или Шафран полосатый (лат. Crócus reticulátus) — многолетнее травянистое растение; вид рода Шафран (Crocus) семейства Ирисовые (Iridaceae).

## Ботаническое описание
Травянистый клубнелуковичный поликарпик. Высота — до 20 см.
Клубнелуковица до 1,5 см в диаметре, шаровидная, сверху покрыта сеточкой из толстых волокон. При основании клубня имеется внутренняя оболочка из крепких продольных волокон, соединяющихся у основания.
Стебель не развит. Листья до 1,5 мм шириной, линейные, после отцветания сильно удлиняющиеся; листовые влагалища короче покрывала. Околоцветник белый или ярко-лиловый, в зеве голый, доли его острые, белые или ярко-лиловые, лепестки острые, наружные с тремя пурпурными полосками. Тычинок три, пыльники оранжевые, вдвое длиннее оранжевых нитей; рыльца почти цельные, оранжевые, превышающие пыльники, трёхлопастные.
Число хромосом 2n = 12.

## Распространение и местообитание
Общий ареал: Европа — Центральная, Южная, Восточная (Молдова, Украина (юг), Крым (окрестности г. Симферополя); Кавказ (Грузия), Юго-Западная Азия (центральная и южная Турция).
Россия: европейская часть — Ростовская область и Северный Кавказ (Краснодарский край, Карачаево-Черкесская республика, Ингушетия, Чечня, Дагестан).
Лимитирующие факторы — сбор на букеты, рекреация, террасирование склонов под посадки, нарушение мест обитания, прокладка дорог, строительство, поедание подземных органов слепышом, объедание листьев зайцами весной, что нарушает цветение.

## Образ жизни
Ранневесенний эфемероид. Цветёт в марте — апреле, в тёплые годы цветение отмечается даже в конце января (2007 г.).
Размножается семенами и вегетативно. Прорастание семян происходит осенью в год их созревания, и только небольшая часть прорастает осенью следующего года. Мирмекохор.
Первое цветение наблюдается на третий год, массовое — на четвёртый — шестой год.
Клубнелуковица ежегодно сменяется, монокарпический побег закладывается за два года до цветения. Полная жизнь длится 24 месяца (в фазе конуса нарастания — 9 месяцев, под землёй — 11, над почвой — 4). Период вегетации очень короткий. Морозо- и засухоустойчив.
Высотный диапазон: от 100 до 1800 м над уровнем моря. Произрастает на лесных полянах, в горно-степных сообществах, на лугах, среди кустарников, по опушкам сосняков, в можжевёловых редколесьях.

## Охранный статус

### В России
В России вид входит в Красные книги Белгородской, Воронежской и Ростовской областей, а также республик Адыгея, Ингушетия и Чечня, и Ставропольского края. Ранее входил в Красную книгу Республики Дагестан. Растёт на территории нескольких особо охраняемых природных территорий России.

### На Украине
Входит в Красную книгу Украины и Луганской области. Вид охраняют в национальных парках и заповедниках, заказниках и памятниках природы общегосударственного и местного значения: Луганском, Украинском степном, Днепровско-Орельском, «Еланецкая степь», НПП «Гомольшанський», «Святые Горы».